# Équipe des Samoa américaines féminine de football
Cet article traite de l'équipe féminine. Pour l'équipe masculine, voir Équipe des Samoa américaines de football.
Ne doit pas être confondu avec Équipe des Samoa féminine de football.
Maillots
L'équipe des Samoa américaines de football est une sélection des meilleures joueuses américano-samoanes sous l'égide de la Fédération des Samoa américaines de football.

## Classement FIFA
| Année              | 2007 | 2008 | 2009 | 2010 | 2011 | 2012 | 2013 | 2014 | 2015 | 2016 | 2017 | 2018 |
| ------------------ | ---- | ---- | ---- | ---- | ---- | ---- | ---- | ---- | ---- | ---- | ---- | ---- |
| Classement mondial | 109  | 104  | 92   | 128  | 117  | 111  | 118  | 133  | 141  | 128  | 119  | 122  |
| Classement OFC     | 8    | 8    |      |      | 11   | 11   |      |      |      |      |      |      |

## Palmarès

### Parcours enCoupe d'Océanie
- 1998 : 1er tour

### Parcours enJeux du Pacifique de football féminin
- 2007 : 1er tour groupe A
- 2011 : 1er tour groupe A

### La seule participation
La seule participation à la Coupe d'Océanie des Samoa américaines est en 1998. Les Samoa américaines ne feront pas long feu, battues 21-0 par l'Australie et 9-0 par la Papouasie-Nouvelle-Guinée.

### Match par adversaire
| Date               | Lieu                      | Équipe            | Résultat | Adversaire                |
| ------------------ | ------------------------- | ----------------- | -------- | ------------------------- |
| 9 octobre 1999     | Auckland Nouvelle-Zélande | Samoa américaines | 0-21     | Australie                 |
| 13 octobre 1999    | Auckland Nouvelle-Zélande | Samoa américaines | 0-9      | Papouasie-Nouvelle-Guinée |
| 25 août 2007       | Apia Samoa                | Samoa américaines | 0-6      | Papouasie-Nouvelle-Guinée |
| 28 août 2007       | Apia Samoa                | Samoa américaines | 1-1      | Îles Cook                 |
| 30 août 2007       | Apia Samoa                | Samoa américaines | 0-3      | Fidji                     |
| 1er septembre 2007 | Apia Samoa                | Samoa américaines | 0-3      | Îles Salomon              |
| 29 août 2011       | Nouméa Nouvelle-Calédonie | Samoa américaines | 0-8      | Papouasie-Nouvelle-Guinée |
| 31 août 2011       | Nouméa Nouvelle-Calédonie | Samoa américaines | 0-7      | Nouvelle-Calédonie        |
| 2 septembre 2011   | Nouméa Nouvelle-Calédonie | Samoa américaines | 0-4      | Îles Salomon              |
| 5 septembre 2011   | Nouméa Nouvelle-Calédonie | Samoa américaines | 0-4      | Tahiti                    |

### Bilan
| Rang | Équipe            | Pts | J  | G | N | P | Bp | Bc | Diff |
| ---- | ----------------- | --- | -- | - | - | - | -- | -- | ---- |
| #    | Samoa américaines | 1   | 10 | 0 | 1 | 9 | 1  | 66 | -65  |

## Sélectionneurs de l'équipe des Samoa américaines
Mise à jour le 11 décembre 2015.
| Sélectionneur    | Période   | Matchs | Gagnés | Nuls | Perdus | Gagnés % |
| ---------------- | --------- | ------ | ------ | ---- | ------ | -------- |
| Tunoa Lui        | 2007-2011 | 4      | 0      | 1    | 3      | 0        |
| Uinifareti Aliva | 2011-2012 | 4      | 0      | 0    | 4      | 0        |
| Oney Beulah      | 2012-20.. | 0      | 0      | 0    | 0      | 0        |

### 1 seule buteuse
| Rang | Joueur           | Buts | Sél. | Première sélection | Dernière sélection |
| ---- | ---------------- | ---- | ---- | ------------------ | ------------------ |
| 1    | Jasmine Makasini | 1    | 4    | 2007               | 2007               |